# 養翠園
養翠園（ようすいえん）は、和歌山県和歌山市にある池泉回遊式の日本庭園。公家の三条公修（三条実美の祖父）が命名した。国の名勝に指定されている。

## 概要
紀州藩第10代藩主徳川治寶によって、文政元年（1818年）から文政9年（1826年）にかけて造営された西浜御殿内の広大な大名庭園である。元々は、紀州藩士山本理左衛門の下屋敷であったと伝わっている。総面積は33,000平方メートル。
和歌山湾沿いの立地を利用して、海水を引き込んだ「汐入り」の池が特徴的で、潮の干満に応じて細波が立ち、水面が上下する独特の風情がある。この池には、日本庭園としては珍しい直線状の三ツ橋を渡しており、背後の天神山と章魚頭姿山（たこずしやま）を借景としたこの構図は、中国の西湖を模したものと伝えられている。
この汐入の池は、海南市にある近代の温山荘園の作庭に影響を与えることとなった。なお、日本の大規模な庭園で汐入の池をもつものは、これらの他には東京都港区の浜離宮恩賜庭園だけである。
大名庭園としては、全国唯一の個人所有の庭園であり、平成3年（1991年）より平成6年（1994年）にかけ文化庁指導の下、養翠亭解体修理工事が行われた。この御茶屋「養翠亭」の内部は原則非公開ではあるが、毎月第1日曜日には月釜茶会「あさも会」（会員制）が開かれている。
治寶は西浜御殿に表千家家元や樂家当主、三井北家当主の三井高祐などを招いた。
平成7年（1995年）のNHK大河ドラマ「八代将軍吉宗」のロケ地である。
平成18年（2006年）11月に和歌山市の施設として、和歌山市指定文化財建造物「湊御殿」が園内桃畑跡に移築復元され、内部が有料公開されている。

## 施設
- 御茶屋「養翠亭」 - 文政4年（1821年）築、建坪94坪、部屋数19室（内部の鑑賞には事前申し込みが必要）
  - 左斜め登り御廊下 - 養翠亭内に在り、全国唯一の遺構
- 2畳台目茶室「実際庵」 - 表千家の茶室
- 和歌山市指定文化財建造物「湊御殿」

## 利用情報
- 開園時間
  - 通年　-　9時〜17時
  - 1月1日のみ - 11時〜17時
- 休園日 - 年中無休

## 所在地
〒641-0036 和歌山県和歌山市西浜1164

## 交通アクセス
- JR和歌山駅および南海和歌山市駅から和歌山バス「雑賀崎」方面行（30・33・34系統）で「養翠園前」下車、徒歩10分。何れも1時間に1便運行されている。
- 阪和自動車道和歌山ICより10km

## 周辺
- 和歌浦
  - 雑賀崎、番所庭園、新和歌浦、紀州東照宮、和歌浦天満宮、玉津島神社、不老橋、片男波海岸
- 六三園
- 温山荘園
- 和歌山マリーナシティ